# Serrat del Solà (Olot)
El Serrat del Solà és una muntanya de 820 metres que es troba entre els municipis de la Vall d'en Bas i d'Olot, a la comarca catalana de la Garrotxa.